# Wahlsdorfer Holz
Wahlsdorfer Holz este o arie protejată (arie de protecție specială avifaunistică — SPA) din Germania întinsă pe o suprafață de 248 ha, integral pe uscat.

## Localizare
Centrul sitului Wahlsdorfer Holz este situat la coordonatele 54°00′55″N 10°32′13″E / 54.0153°N 10.5369°E.

## Înființare
Situl Wahlsdorfer Holz a fost declarat arie de protecție specială avifaunistică în august 2000 pentru a proteja 7 specii de animale.

## Biodiversitate
Situată în ecoregiunea continentală, aria protejată nu include niciun habitat protejat.
La baza desemnării sitului se află mai multe specii protejate de  păsări (7): buha (Bubo bubo), ciocănitoarea de stejar (Dendrocopos medius), ciocănitoare neagră (Dryocopus martius), muscar negru (Ficedula hypoleuca), muscar (Ficedula parva), Grus grus grus, viespar (Pernis apivorus).